# 環帶錦魚
環帶錦魚又稱花面葉鯛、綠錦魚，俗名四齒、礫仔、柳冷仔為輻鰭魚綱鱸形目隆頭魚亞目隆頭魚科的其中一種。

## 分布
本魚西北太平洋區，包括日本及台灣海域。

## 深度
水深2至15公尺。

## 特徵
本魚體稍長且側扁。吻部短；上下頜具一列尖齒，前方各具 2犬齒，無後犬齒。頭部綠色，眼的四周具紅褐色放射狀條紋，背部淡青色，胸鰭上方自鰓蓋往後至尾鰭有2列鱗片為紅色，而在胸鰭末端的體側具一枚黑斑。腹面藍色。尾鰭截形呈淡褐色但在基部和末緣為淡藍色。體被大形圓鱗，頭部無鱗，頸部裸出，鰓蓋無鱗。體長可達20公分。

## 生態
本魚棲息於沿岸礁區，成魚通常行一夫多妻的群居生活，在淺珊瑚叢或礁盤上棲息或活動。以底棲無脊椎動物為食。 

## 經濟利用
中型偏小的食用魚類，但較少作食用，小魚可作觀賞魚。